# Пуляевский, Константин Афанасьевич
Константин Афанасьевич Пуляевский (1918—1943) — советский военнослужащий. Участник Великой Отечественной войны. Герой Советского Союза (1943). Старший сержант.

## Биография
Константин Афанасьевич Пуляевский родился 5 января 1918 года в уездном городе Верхоленске Иркутской губернии Государства Российского (ныне село Качугского района Иркутской области Российской Федерации) в крестьянской семье Афанасия Леонтьевича и Натальи Дмитриевны Пуляевских. Русский. Окончил три класса школы. С 1930 года работал в колхозе. В 1938—1940 годах проходил срочную службу в рядах Рабоче-крестьянской Красной Армии. После демобилизации вернулся в родное село.
Вновь в Красную Армию К. А. Пуляевский был призван Качугским районным военкоматом Иркутской области в июле 1941 года. Службу нёс в Забайкальской дивизии войск НКВД СССР, которая в феврале 1942 года была переформирована в 106-ю стрелковую дивизию. С того же времени сержант К. А. Пуляевский командовал стрелковым отделением 188-го стрелкового полка. 15 февраля 1943 года дивизия, в которой служил К. А. Пуляевский, была включена в состав 70-й армии Центрального фронта. В боях с немецко-фашистскими захватчиками Константин Афанасьевич с 25 февраля 1943 года. Боевое крещение принял в Севской операции, в ходе которой был сформирован северный фас Курской дуги. 13 апреля в оборонительных боях восточнее Севска К. А. Пуляевский был тяжело ранен и эвакуирован в госпиталь.
В сентябре 1943 года Константин Афанасьевич вернулся в свою дивизию, которая в это время вела бои в Левобережной Украине в составе 65-й армии. Ему присвоили звание старшего сержанта и назначили помощником командира стрелкового взвода. В ходе Черниговско-Приятской операции старший сержант К. А. Пуляевский в составе штурмового отряда участвовал в форсировании реки Десны и захвате плацдарма южнее села Путивска, на который затем переправились основные силы дивизии. Особо отличился при форсировании Днепра и в боях за плацдарм на правом берегу реки.
В ночь на 15 октября 1943 года штурмовой отряд 188-го стрелкового полка, в составе которого был и старший сержант К. А. Пуляевский, форсировал Днепр к северу от села Каменка. При захвате первой линии немецких траншей южнее села Лоева из строя выбыл командир отряда, и Константин Афанасьевич принял командование штурмовым отрядом на себя. Личным примером подняв бойцов в атаку, он опрокинул боевое охранение противника и закрепился на правом берегу Днепра. Под его командованием десантники отразили три контратаки превосходящих сил противника, чем дали возможность форсировать водную преграду основным силам полка. 16 октября 1943 года при прорыве вражеской обороны к северо-западу от Лоева старший сержант К. А. Пуляевский первым поднялся в атаку и личным примером увлёк бойцов на выполнение поставленной боевой задачи. 19 октября 1943 года командир 188-го стрелкового полка майор Ю. М. Козлов представил старшего сержанта К. А. Пуляевского к званию Героя Советского Союза. Но узнать о присвоении высокого звания Константину Афанасьевичу не довелось. 27 октября 1943 года в бою за расширение плацдарма он был тяжело ранен и 29 октября 1943 года скончался от анаэробной раневой газовой инфекции в хирургическом полевом подвижном госпитале № 3574.
За успешное форсирование реки Днепр, прочное закрепление плацдарма на западном берегу реки Днепр и проявленные при этом отвагу и геройство указом Президиума Верховного Совета СССР от 30 октября 1943 года старшему сержанту Пуляевскому Константину Афанасьевичу было присвоено звание Героя Советского Союза. Похоронен К. А. Пуляевский в братской могиле советских воинов в селе Грибова Рудня Репкинского района Черниговской области Украины.

## Награды
- Медаль «Золотая Звезда» (30.10.1943);
- орден Ленина (30.10.1943).

## Память
- Именем Героя Советского Союза К. А. Пуляевского названа улица в селе Верхоленске

## Документы
- Общедоступный электронный банк документов «Подвиг Народа в Великой Отечественной войне 1941—1945 гг.» Дата обращения: 10 июля 2013. Архивировано из оригинала 13 марта 2012 года.

Представление к званию Героя Советского Союза и указ ПВС СССР о присвоении звания. Дата обращения: 10 июля 2013. Архивировано 2 сентября 2013 года.
- Обобщённый банк данных «Мемориал». Дата обращения: 10 июля 2013. Архивировано из оригинала 10 мая 2012 года.

ЦАМО, ф. 58, оп. 18001, д. 1009.
Информация из списка захоронения ЗУ380-25-38.
Учётная карточка захоронения ЗУ380-25-38.
Схема захоронения ЗУ380-25-38.